# Пахна (село)
Пахна — село Ивняковского сельского поселения Ярославского района Ярославской области России.

## География
Деревня находится на левом берегу реки Пахма, в 800 метрах от мест её впадения в Которосль. В километре к востоку проходит граница города Ярославль. Граничит с деревней Пеньки, посёлком Карачиха, ДНТ «На Пахме» и СНТ «Рябинка».
Уличная сеть развита слабо и представлена одним географическим объектом: Овражный переулок.

### Гидрографическая сеть
Реки Пахма (прежнее название Пахна), Которосль. Временные водотоки (овраги). Рядом протекает ручей Каменный.

## Топоним
Пахна — это прежнее название реки Пахма.

## История
Церковь села Пахны воздвигнута в 1854 году, и заключала в себе два престола: Святой Живоначальной Троицы и Святых Благоверных Князей – Феодора, и чад его – Давида и Константина, Ярославских Чудотворцев.
В конце XIX — начале XX века село входило в состав Норской волости Ярославского уезда Ярославской губернии.
В 2006 году деревня вошла в состав Ивняковского сельского поселения образованного в результате слияния Ивняковского и Бекреневского сельсоветов.

## Население
| 1859 | 2007 | 2010 |
| ---- | ---- | ---- |
| 18   | ↗142 | ↗168 |

### Историческая численность населения
По состоянию на 1859 год в деревне было 5 домов и проживало 18 человек.
По состоянию на 1989 год в деревне проживало 174 человека.
К 2011 году проживало 94 человека

### Национальный и гендерный состав
Согласно результатам переписи 2002 года, в национальной структуре населения русские составляли 91 % из 145 чел., из них 53 мужчины, 92 женщины.
Согласно результатам переписи 2010 года население составляют 70 мужчин и 98 женщин.

## Инфраструктура
Основа экономики — личное подсобное хозяйство. Дома используются для постоянного проживания. Вода добывается жителями из личных колодцев.
Имеется Церковь Троицы Живоначальной, таксофон (около дома №30).
Почтовое отделение №150025, расположенное на улице Лунной в городе Ярославль, на март 2022 года обслуживает в деревне 67 домов.

## Транспорт
Пахна расположены в 240 метрах от Школьной улицы посёлка Карачиха. В шаговой доступности остановка общественного транспорта «Магазин», обслуживаемая городскими маршрутами.